# Ronan Horta
Ronan de Andrade Horta (nascido em 26 de fevereiro de 1977) é um ator, diretor, apresentador e empreendedor brasileiro. Com uma carreira de mais de 27 anos, ele se destaca por sua versatilidade no teatro, cinema e televisão, além de trabalhos marcantes como diretor e mestre de cerimônias. Ronan também é conhecido por seus projetos sustentáveis e por sua atuação como empreendedor na área de eventos e investimentos.

## Biografia
Ronan nasceu em Belo Horizonte, Minas Gerais. Formou-se em Administração de Empresas pela Pontifícia Universidade Católica de Belo Horizonte (PUC-MG) em 2001 e concluiu o ensino médio nos Estados Unidos, na East Greenwich High School, como parte de um programa de intercâmbio. Fluente em inglês, possui também conhecimentos básicos de espanhol e turco. Além disso, Ronan cursou diversas formações artísticas no Brasil e no exterior, incluindo cursos de interpretação com renomados profissionais como Cininha de Paula e Fátima Toledo.
Além de sua carreira artística, Ronan é fundador da Swell Investments, uma agência de investimentos imobiliários com foco em sustentabilidade. Ele também construiu uma pousada sustentável em Caraíva, Bahia, destacando-se como um defensor de práticas ecológicas e inovação no setor de hospitalidade

### Carreira artística
Ronan Horta atuou em mais de 65 produções. Entre seus trabalhos mais marcantes estão novelas da TV Globo, como:
- A Força do Querer – Personagem: Cabo Góes;[2]
- O Outro Lado do Paraíso;
- Sol Nascente;
- Verdades Secretas;
- Malhação (diversas temporadas).

No cinema, destacou-se com o filme The Last Animal (2019), dirigido por Leonel Vieira, e no longa Minha Vida em Marte (2018). Ronan também co-produziu e atuou na série “O Jogo”, exibida na Amazon Prime, que recebeu destaque no Festival Internacional de Cinema de Cartagena.

## Direção e Produção
Ronan possui uma sólida carreira como diretor e roteirista, tendo comandado produções como o documentário “Aquele Abraço” (2019), que organizou uma ação de limpeza de praia no Rio de Janeiro com a participação de 14 mil pessoas
Trabalhos como Diretor:
- Documentário Aquele Abraço
- Curta-metragem Realidade Frenética
- Vídeo institucional Ilha Pitanguy (2019)

## Reconhecimentos
Ronan foi premiado no Festival Internacional de Cinema de Cartagena pelo trabalho na série O Jogo, reconhecida por sua produção inovadora e de baixo custo.